# Snap (пісня)
«Snap» (з англ. Клацання) — пісня вірменської співачки Рози Лінн, яка вийшла 19 березня 2022 року. Ця пісня представляла Вірменію на Євробаченні 2022.

## Євробачення

### Відбір
Вірменія проводила у 2022 році внутрішній відбір, для визначення свого кандидата. Кандидатами, які, за чутками, були Афіна Манукян, Саро Геворгян, Каміл Шоу та Роза Лінн. 4 березня в кількох вірменських ЗМІ повідомили, що дві співачки брали участь у конкурсі, щоб представляти Вірменію: Роза Лінн і Саро Геворгян.
Роза Лінн була оголошена обраним представником 11 березня 2022 року.

### На Євробаченні
На Євробаченні Вірменія виступала у першому півфіналі, який відбувся 10 травня 2022 року, під останнім(17) номером. Вірменія змогла кваліфікуватися до фіналу, де буде виступати під 8 номером і який відбудеться 14 травня 2022 року, вперше з 2017 року.